# Cristopher Clark
Cristopher Clark (Santos, 21 de julho de 1973) é um cantor e compositor brasileiro. Tornou-se conhecido em 2016 por participar e vencer a primeira edição do X Factor Brasil.

## Trajetória no X Factor Brasil
O cantor de 43 anos de idade cantou When I Was You Man do Bruno Mars nas audições do programa e acabou surpreendendo os jurados por sua grande capacidade vocal. Já na fase das cadeiras, Cristopher cantou Set Fire To The Rain da Adele e conquistou os jurados e o público, sendo treinado pelo técnico Rick Bonadio. Logo após a fase das cadeiras, veio fase dos shows ao vivo. Na final do programa ele concorreu com a Jenni Mosello e o grupo Ravena, o Ravena foi eliminado e ele continuou na disputa com Jenni e ele acabou vencendo o programa. Cristopher foi o único concorrente a nunca ir para a repescagem. No final do programa Cristopher Clark ficou conhecido como o primeiro campeão do X Factor Brasil e assinou contrato com a gravadora Sony Music Brasil, ele irá lançar seu álbum no próximo ano.

## Carreira antes do X Factor Brasil
Cristopher Clark é vocalista da Banda Piper, além de Cristopher integram a banda Bruno Oliveira (Baixo), Rafael Alves (Bateria/Voz) e Gustavo Divetta (Guitarra/Voz). Cristopher já foi vocalista das bandas Last Joker, Cajamanga, Drive V e Parallax. Pela banda Camajanga Cristopher gravou pela Warner o CD intitulado "Aos 47 do Segundo Tempo" e também se apresentou no Rock In Rio 3 (em 2001). 